# Rhizopogon rocabrunae
Rhizopogon rocabrunae är en svampart som beskrevs av M.P. Martín 1996. Rhizopogon rocabrunae ingår i släktet Rhizopogon och familjen hartryfflar.   Inga underarter finns listade i Catalogue of Life.